# ミュンヘン - トロイヒトリンゲン線
ミュンヘン - トロイヒトリンゲン線（ミュンヘン - トロイヒトリンゲンせん、ドイツ語: Bahnstrecke München–Treuchtlingen）はバイエルン州の州都であるミュンヘンとミッテルフランケン地方のトロイヒトリンゲンを結ぶ幹線鉄道である。特にミュンヘン - インゴルシュタット北駅区間はニュルンベルク - ミュンヘン高速線の改良区間に当たる。この路線は全区間にかけて複線線路と電車線で構成され、主な経由地はダッハウ、プファフェンホーフェン、インゴルシュタット、アイヒシュテットである。

## 沿線概況
ミュンヘン - トロイヒトリンゲン線はミュンヘン中央駅からライム駅まで西の向こうに伸びて、列車は曲線で方向を転換して、オーバーメンツィングに進入する。操車場であるミュンヘン北駅はミュンヘン環状線の連結線を通じて接続可能である。列車は続いてカールスフェルトの市境界線を通過して、ダッハウ駅に至る。そこでダッハウ - アルトミュンスター線が分岐して、列車は移設区間を経でペタースハウゼンへ向かう。Sバーン緩行線はミュンヘン - ペタースハウゼン区間でこの路線と並行する。この路線は緩慢な曲線でライヒャーツハウゼンを経てプファフェンホーフェンに至る。列車は続いて北東方向でロールバッハへ走行して、そこで西北側に曲がる。この路線はライヒャーツホーフェンで北の方向に曲がって、インゴルシュタット中央駅に至る。駅の南側にはレーゲンスブルク - インゴルシュタット線およびパール谷線はこの路線に合流する。列車はドナウ川鉄道橋を通過して北駅に向かう。
列車はインゴルシュタット北駅を出発してアイヒシュテット駅まで北西側方向で走行する。その駅ではまず高速線と産業団地へ伸びる旧インゴルシュタット - リーデンブルク線が分岐する。アイヒシュテット駅は市の行政区画であるヴァサーツェル町にあり、その駅とアイヒシュテット市街駅をアイヒシュテット - バイルングリース線が盲腸線として結ぶ。この路線はアイヒシュテット駅からアルトミュール川と並行している。狭い上流地帯のためこの路線の経路は曲線が多くて、アイヒシュテット - ドルンシュタイン区間では二つの約180度のループ線がある。列車はドルンシュタイン駅からアルトミュール川をたびたび渡る。その区間では不要な橋の建設を避けるために川の流路が変更され、岩に切り通しが爆破で作られた。この路線はキルヒベルクトンネル、エスリンガーベルクトンネルおよびペアラッハ山裾の通り道でアルトミュール川の流路より短い経路を取る。トリイヒトリンゲン駅に到着する寸前に列車はモェーレン小川上の鋼製桁橋（Blechträgerbrücke）を通過する。最後にトロイヒトリンゲン - ドナウヴェルト線がこの路線と合流する。
ミュンヘン - インゴルシュタット区間では主信号機・遠方信号機（H/V-Signal）および複合信号機システム（Ks-Signal）が、ミュンヘン中央駅基準6.8 - 38.7 km区間では連続列車制御装置が設置されている。ダッハウ - ライヒァーツホーフェン区間の制御システムは、ダッハウ駅、プファフェンホーフェン駅および旧ライヒァーツホーフェン駅を例外として、ミュンヘン運転指令所を通じて統制されている。列車と電子連動装置（Fahrdienstleiter）との通信の目的で鉄道用全域移動通信システム（Global System for Mobile Communications - Railway）が2007年から使用されている。

## 歴史

### バイエルン王立鉄道時代
経済学者フリードリッヒ・リストは1833年全国の鉄道路線図を提案して、この中でアルトミュール鉄道をミュンヘン - インゴルシュタット - ニュルンベルク経路として紹介した。この計画は25年後アイヒシュテット行政官たちにより採択された。地域の経済的な好転は貨物輸送により保障され、ゾルんホーフェンおよびアイヒシュテット周辺の採石場や製鋼工場に特に有利であった。インゴルシュタット - トロイヒトリンゲン区間沿線の地域共同体と企業はアルトミュール鉄道建設委員会を設立して、鉄道建設をルートヴィヒ1世に何度も陳情した。
1849年ミュンヘン - ニュルンベルク間はルードヴィヒ南北線の開通により鉄道で連結された。しかし路線距離はミュンヘン - アウクスブルク間を合わせて232 kmだった。経済的、技術的な理由から二つの都市を直接連結する新線の必要性が台頭した。1863年10月ミュンヘン - インゴルシュタット間の鉄道建設がバイエルン政府から許可されたが、工事はとてもゆっくり進んだ。それでインゴルシュタットの市行政府 (Magistrat) は1865年鉄道建設の支援をもらう目的で、国王マクシミリアン2世に使節団を派遣した。1867年11月14日ミュンヘン - インゴルシュタット区間が開通された。
アンスバッハ - グンツェンハウゼン区間の賃貸鉄道がトロイヒトリンゲンまで延長されて時に、委員会の主張が力を取るのができた。主な論争点はアイヒシュテットの連結問題とプラインフェルトおよびグンツェンハウゼンの連結方法であった。当時王室高級エンジニア（königlich functioniernde Oberingenieur）であったバルビエはいくつの路線候補を検討して、アルトミュール川を従ってトロイヒトリンゲン駅でグンツェンハウゼン方面とプラインフェルト方面に分離される路線案を決めた。議会は1863年9月24日この議案を実際に議決して、同年10月5日マクシミリアン2世は、インゴルシュタットからグンツェンハウゼンおよびプラインフェルトまで鉄道を建設する法律案に署名した。
インゴルシュタット - トロイヒトリンゲン区間の建設工事は1867年11月11日に始まり、1870年4月12日に開通式がバイエルン王立鉄道により行われた。二番目の線路が1891年までインゴルシュタット - トロイヒトリンゲン区間で敷設された。

### ドイツ国営鉄道時代
1935年アウクスブルク - ニュルンベルグ区間が電化されて、電気設備がこの路線にも設置されるべきであった。しかし第二次世界大戦のため、電気運転はミュンヘン - ダッハウ区間のみで実現された。

### ドイツ連邦鉄道時代
終戦後ドイツ連邦鉄道はパッサウ - ニュルンベルク - フランクフルトの路線にとても優先した。その故この路線は1960年代の初期に電化された。インゴルシュタット - トロイヒトリンゲン区間の電気設備は1962年5月27日に完全に備え付けられた。
1981年3月8日にE3238編急行列車がタウバーフェルト駅へ間違いの線路へ進入して、分岐器の欠陥のため本線で待機したDg78124編貨物列車と衝突する事故が発生した。この事故で急行列車の機関士が死亡して、32人が重軽傷を負った。
1980年代にはミュンヘン - アウクスブルク線とアウクスブルク - ドナウヴェルト区間の最高速度は既に200 km/hに到達した。1983年8月ドイツ連邦鉄道のニュルンベルク管理局は中央部署にニュルンベルク - ミュンヘン間新線の建設方案を提出した。1987年八つの路線候補が検討されて、ミュンヘン - インゴルシュタット区間で200 km/hの向上が六つの路線案で共通的に提案された。第5路線案はトロイヒトリンゲン - インゴルシュタット区間の高速化を内容として含めていた。

### ドイツ鉄道時代
1990年代にミュンヘン - インゴルシュタット区間の最高速度は既に160 km/hに至った。列車の走行速度を上げるために、ミュンヘン - インゴルシュタット間が分割されて改良工事が行われた。まずミュンヘン・オーバーメンツィング - ペタースハウゼン区間では200 km/hの走行速度向上およびSバーンの線路のための工事が行われた。
1996年Sバーン緩行線の延長がダッハウ - ペタースハウゼン区間で企画された。オーバーメンツィング - ペータースハウゼン区間は2006年12月に最高速度200 km/hの区間となった。最高速度に対応するよう、曲率半径は最小1548 m、設定カント量は最大160 ｍｍ、カント不足量は最大150 mmとして調整された。ヘルベルツハウゼンにある4.5 km距離の線路は2003年4月に約800 mほど東へ移設された。Sバーン緩行線の建設工事も オーバーメンツィング - ペータースハウゼン区間で行われて、2003年4月にダッハウ北側 - ペータースハウゼン区間が、2005年11月に残りの区間が開通された。緩行線の完成によりSバーン列車の運行間隔がダッハウ - ミュンヘン区間で緊密となった。乗降場では利用の容易い設備が備えられ、駐車場が拡充された。
2002年にインゴルシュタット - トロイヒトリンゲン区間線路の全般的な改修が始まった。2004年4月14日ドルシュタイン駅で二編成の貨物列車が信号誤作動の原因で互いに衝突する事故が発生した。
2010年7月にペタースハウゼン - インゴルシュタット区間改修の起工式が象徴的に行われた。線路の改修と立体交差の設置はこの改修工事で計画された。ライヒャーツホーフェン駅は線路移設工事の過程で500 mほど北の方向に移転されて、2011年6月にバール＝エーベンハウゼン駅として開業された。ペタースハウゼン - ローアバッハ区間の工事は2015年8月終了して、最高速度は190 km/hとなった。ロールバッハ - インゴルシュタット区間は160 km/hの走行区間に改良されている。
2016年7月インゴルシュタット・アウディ駅の新設契約が締結された。2018年3月に工事が始まって、2019年12月アウディ駅が開業した。

## 運行形態

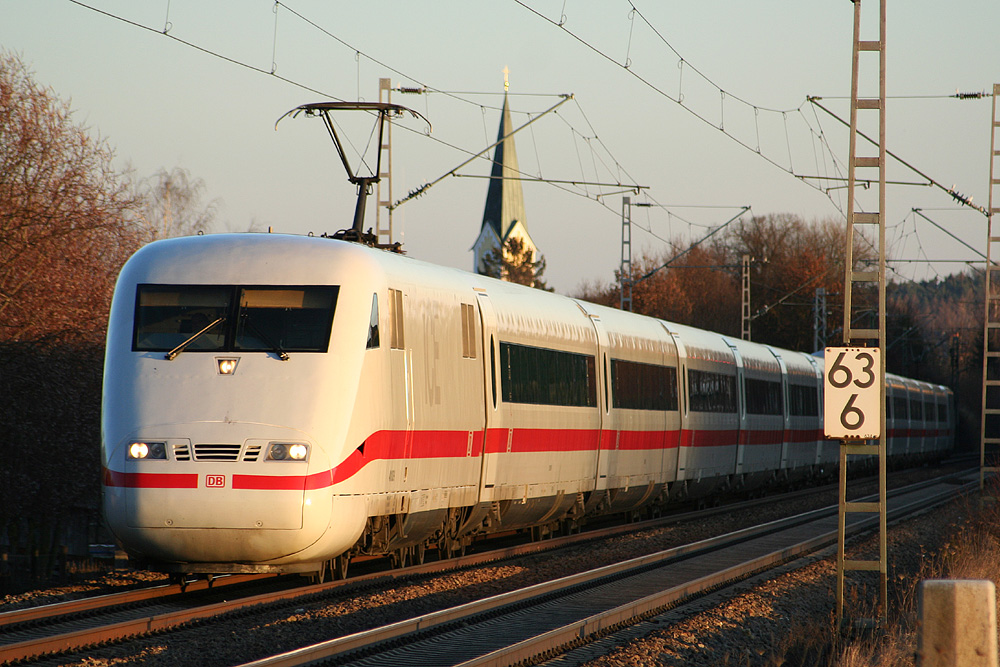
ファーレンバッハ区間で走行するICE1列車（ミュンヘン起点63.6 km地点）

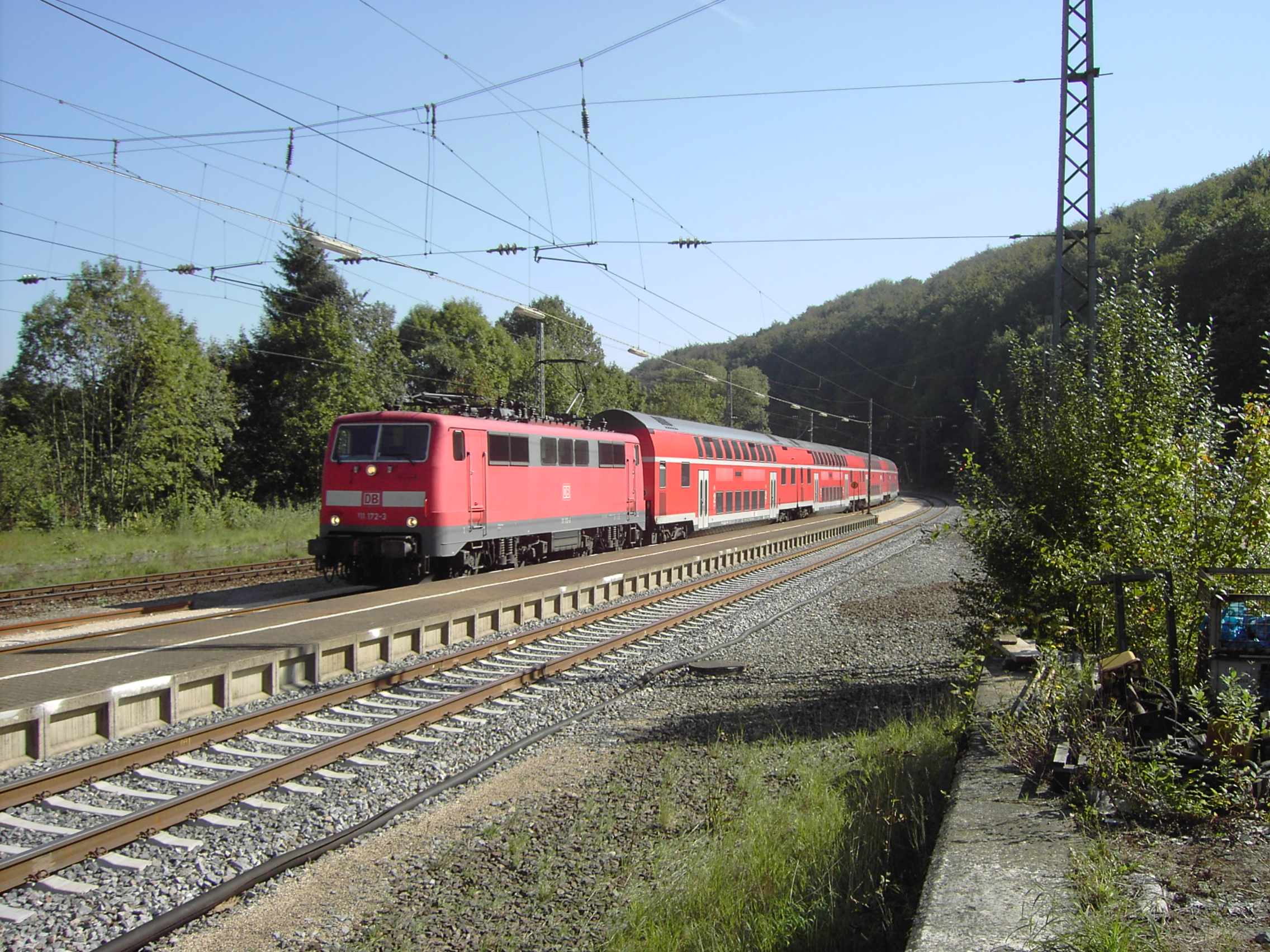
ゾルンホーフェン駅に進入する快速列車

ミュンヘン - インゴルシュタット区間で往復するICE列車の系統の中、ICE28系統およびICE41系統の列車はインゴルシュタット中央駅で停車しない場合が多い。インゴルシュタット - トロイヒトリンゲン区間はニュルンベルク - インゴルシュタット高速線の開通以前に遠距離輸送の部門で重要な区間であった。2010年12月までユーロナイト列車がこの区間で運行された。
- ICE25: ハンブルク/ブレーメン - ハノーヴァー - カッセル・ヴィルヘルムスホェーエ - ヴュルツブルク - ニュルンベルク - インゴルシュタット - ミュンヘン。60分間隔。

地域輸送の場合、「ミュンヘン・ニュルンベルク・エクスプレス」を含む様々な列車系統が運営されている。ミュンヘン - ペタースハウゼン区間はミュンヘン運輸連合（Münchner Verkehrs- und Tarifverbund, MVV）の運賃システムにより管理されている。パインドルフ - ドルンシュタイン区間はインゴルシュタット運送会社（Ingolstädter Verkehrsgesellschaft、INVG）の運賃システムの適用区間である。ゾルンホーフェン - トロイヒトリンゲン区間はニュルンベルク広域運輸連合（Verkehrsverbund Großraum Nürnberg、VGN）に属する。
- 快速（RE1、ミュンヘン・ニュルンベルク・エクスプレス）: ミュンヘン - ペタースハウゼン - ライヒャーツハウゼン - プファフェンホーフェン - インゴルシュタット - インゴルシュタット北 - ニュルンベルク。120分間隔。使用車両は102形電気機関車とシュコダ製二階建客車で、かつての運行車両はDB101形電気機関車とIC用客車であった。
- 普通（RB16）：ミュンヘン - ダッハウ - ペタースハウゼン - プファフェンホーフェン - ロールバッハ - バール＝エーベンハウゼン - インゴルシュタット - インゴルシュタット北 - ガイマースハイム - タウバーフェルト - アイヒシュテット - ドルンシュタイン - ゾルンホーフェン - パッペンハイム - トロイヒトリンゲン（- プラインフェルト - ロト - ニュルンベルク）。60分間隔。使用車両はDB445形二階建て電車。
- 普通（RB14）：インゴルシュタット - インゴルシュタット北駅 - アイヒシュテット - アイヒシュテット市街。通勤時間帯運行。バイエルン地方鉄道（Bayerische Regiobahn, BRB）所属。使用車両はコラディア・リント。
- Sバーン（）：ピータースハウゼン / アルトミュンスター - ダッハウ - アラッハ - ライム - ドナースベルガー橋 - ミュンヘン - ミュンヘン東 - ベルク・アム・ライム - フェルトキルヒェン - マルクト・シュヴァベン - エルディング。20分間隔。使用車両はDB423形電車。